# Franches-Montagnes (Bezirk)
| Sitze im Jurassischen Parlament (2021–2025)                               |
| Insgesamt 10 Sitze - Grüne: 2 - SP: 2 - CSP: 2 - CVP: 2 - FDP: 1 - SVP: 1 |

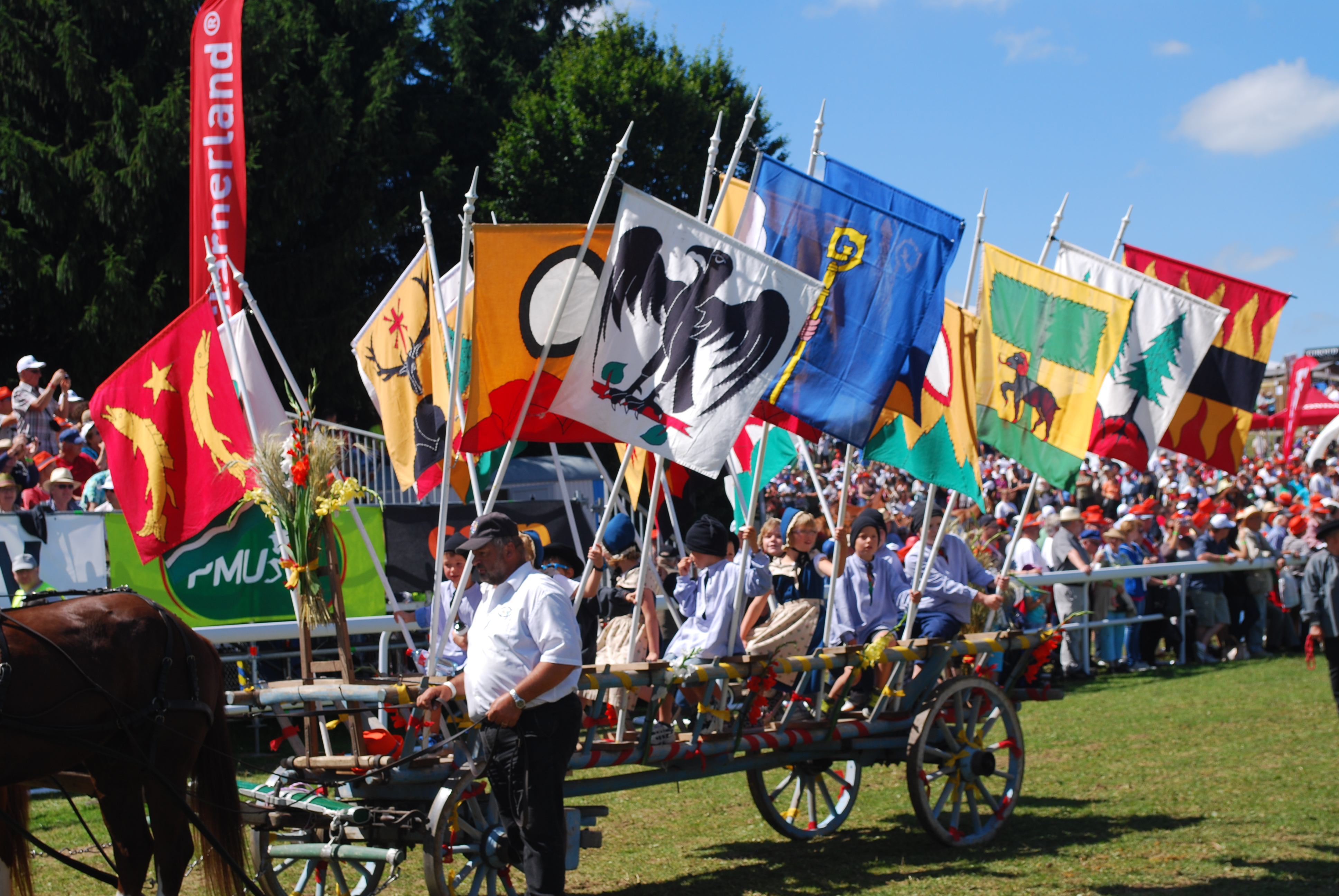
Ein Wagen am traditionellen Umzug am Marché-Concours präsentiert die Wappen der Gemeinden der Freiberge

Der Bezirk Freiberge (französisch District des Franches-Montagnes) ist ein Bezirk im Kanton Jura. Er umfasst weite Teile der Region der Freiberge sowie den südlichen Abschnitt des Clos du Doubs. Hauptort ist Saignelégier.
Per 1. Januar 2009 wurde mit der Bildung der Fusionsgemeinde Clos du Doubs das Gebiet der früheren Gemeinden Epiquerez und Epauvillers dem Bezirk Porrentruy zugeteilt.
Mit 10'531 Einwohnern (31. Dezember 2023) gehört der Bezirk bevölkerungsmässig zu den sehr kleinen Regionen der Schweiz (Rang 132 von 148). Flächenmässig ist er im Mittelfeld (Rang 66). Die Einwohnerdichte pro Quadratkilometer ist sehr niedrig.

## Bevölkerung
Die Altersstruktur der ständigen Wohnbevölkerung am 31. Dezember 2016 zeigt den grossen Anteil der etwas älteren Bevölkerung gegenüber den jungen Generationen.

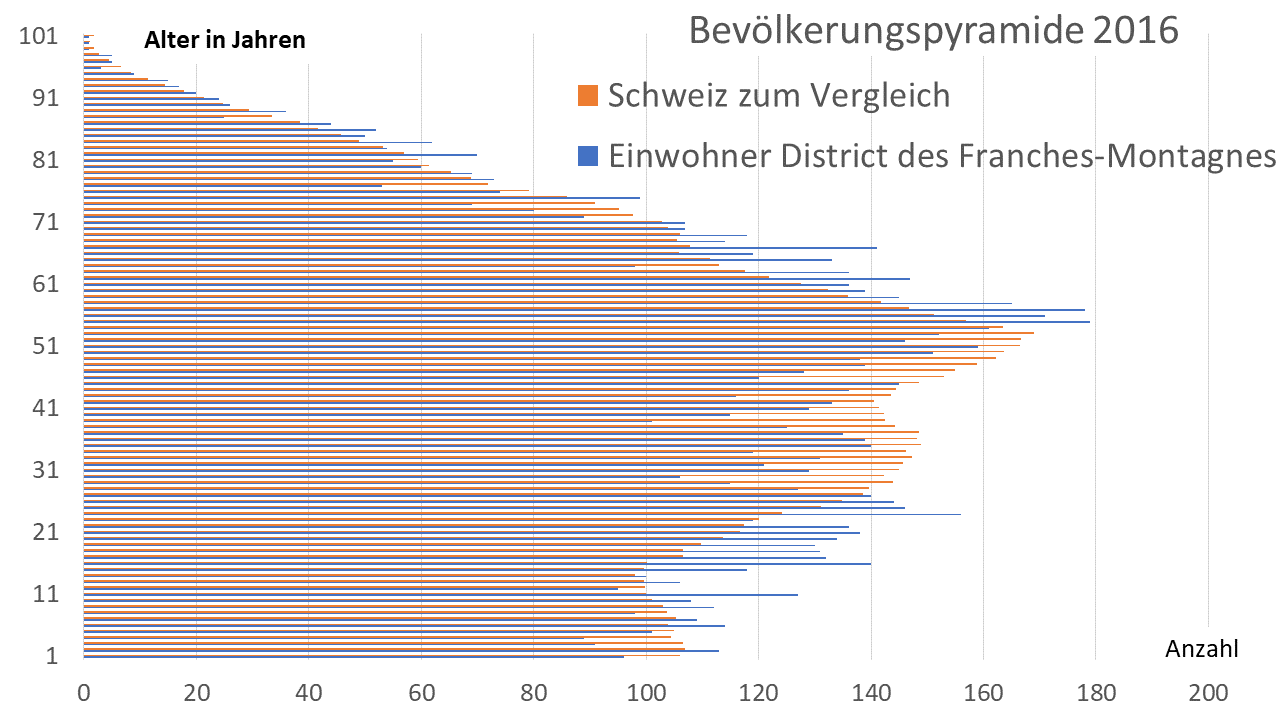
Altersaufbau der Bevölkerung im District des Franches-Montagnes

Die Ausbildung der Einwohner wird grob an der höchsten abgeschlossenen Stufe gemessen, beginnend bei der obligatorischen Schule. Im District des Franches-Montagnes hat die ständige Wohnbevölkerung ab 25 Jahren einen mittleren Anteil Sekundarstufe II (48 % bis 51 %) und einen sehr kleinen Anteil Hochschule (< 23 %).
Die Sprache der ständigen Wohnbevölkerung in Privathaushalten ist Französisch. Eine zweite Hauptsprache mit über 10 % Anteil ist nicht vorhanden, wobei die Befragten bis zu drei Sprachen mehrfach nennen konnten. Fliessend Deutsch sprechen 6 %, Französisch 92 %, Italienisch 2 %, Rätoromanisch 0 %, Englisch 2 %. Andere Sprachen sind mit 8 % vertreten, das ist im Vergleich zur Schweiz mit 19,5 % ein sehr kleiner Anteil.
In der nationalen Statistik Wohnverhältnisse nach Bewohnertyp sind die genutzten Wohnungen unterteilt in bezahlte Mietverhältnisse (inkl. Genossenschaften) und Eigentum (inkl. sonstige wie Pächter oder kostenlose Dienstwohnungen durch Arbeitgeber). Der District des Franches-Montagnes ist mit 42 % Mietwohnungen im Rang 105 von 148, hat also wenig Mietwohnungen. Über alle Bezirke mit fünf Quartilen liegen die Schwellen bei 40 % / 45 % / 51 % / 58 % bei einem Maximum von rund 90 % und einem Minimum von etwa 23 %.
Die standardisierte Erwerbsquote ist definiert als Anzahl Erwerbspersonen gemessen an der ständigen Wohnbevölkerung ab 15 Jahren in Privathaushalten. Die Schweiz hat eine Erwerbsquote von 66 %, in den Bezirken liegt sie zwischen 53 % und 73 %, die fünf Quantile haben Schwellwerte von 63,0 % / 65,4 % / 67,6 % / 68,6 %. Der District des Franches-Montagnes hat mit 65,4 % eine tiefe Erwerbsquote (63,0 % bis 65,4 %).
Die täglichen Pendler sind (bei bekanntem Arbeitsort und in der Schweiz wohnhaften Personen) mit 51 % durchschnittlich häufig. Die Schweiz hat zwischen 38 % und 60 % Arbeitspendler, gezählt als Wegpendler aus der Region inklusive Binnenpendler. Bezüglich Richtung sind die Ströme mehrheitlich Wegpendler.

## Gemeinden
Dem Bezirk gehören folgende Gemeinden an (Stand 1. Januar 2023):
| Wappen       | Name der Gemeinde | Deutscher Name   | Einwohner (31. Dezember 2023) | Fläche in km² | Einw. pro km² |
| ------------ | ----------------- | ---------------- | ----------------------------- | ------------- | ------------- |
| Lajoux       | Lajoux (JU)       |                  | 710                           | 12,39         | 57            |
| Le Bémont    | Le Bémont (JU)    |                  | 305                           | 11,68         | 26            |
| Le Noirmont  | Le Noirmont       | Schwarzenberg    | 1957                          | 20,39         | 96            |
| Les Bois     | Les Bois          | Rudisholz        | 1252                          | 24,71         | 51            |
| Les Breuleux | Les Breuleux      | Brandisholz      | 1642                          | 14,87         | 110           |
| Les Enfers   | Les Enfers        |                  | 149                           | 7,12          | 21            |
| Les Genevez  | Les Genevez (JU)  |                  | 510                           | 13,63         | 37            |
| Montfaucon   | Montfaucon        | Falkenberg       | 566                           | 18,25         | 31            |
| Muriaux      | Muriaux           | Spiegelberg      | 508                           | 16,88         | 30            |
| Saignelégier | Saignelégier      | Sankt Leodegar   | 2568                          | 31,67         | 81            |
| Saint-Brais  | Saint-Brais       | Sankt Brix       | 239                           | 15,16         | 16            |
| Soubey       | Soubey            |                  | 125                           | 13,49         | 9             |
| Total (12)   | Total (12)        | Bezirk Freiberge | 10'531                        | 200,24        | 53            |

## Veränderungen im Gemeindebestand

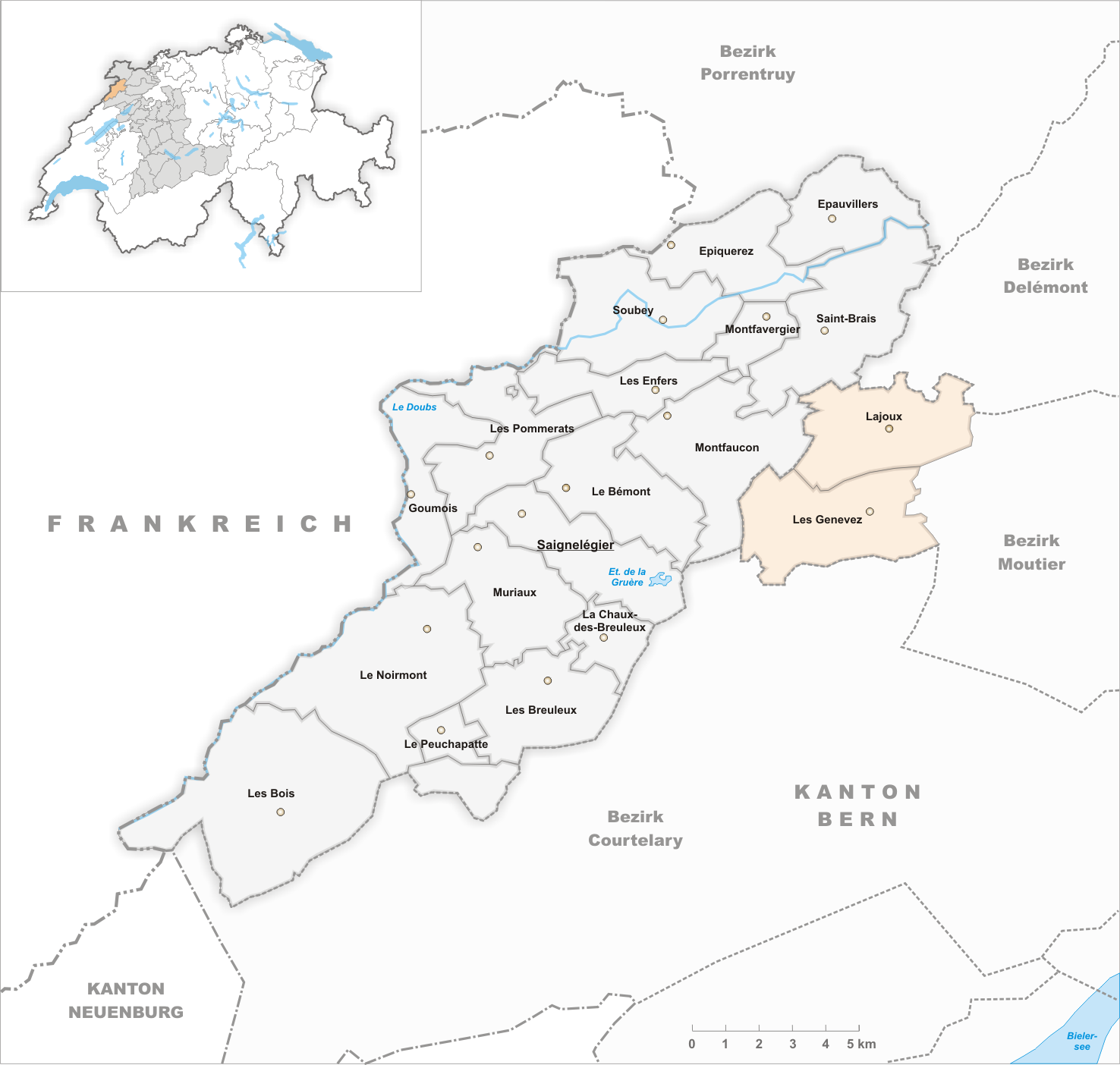
Gemeinden bis 1975
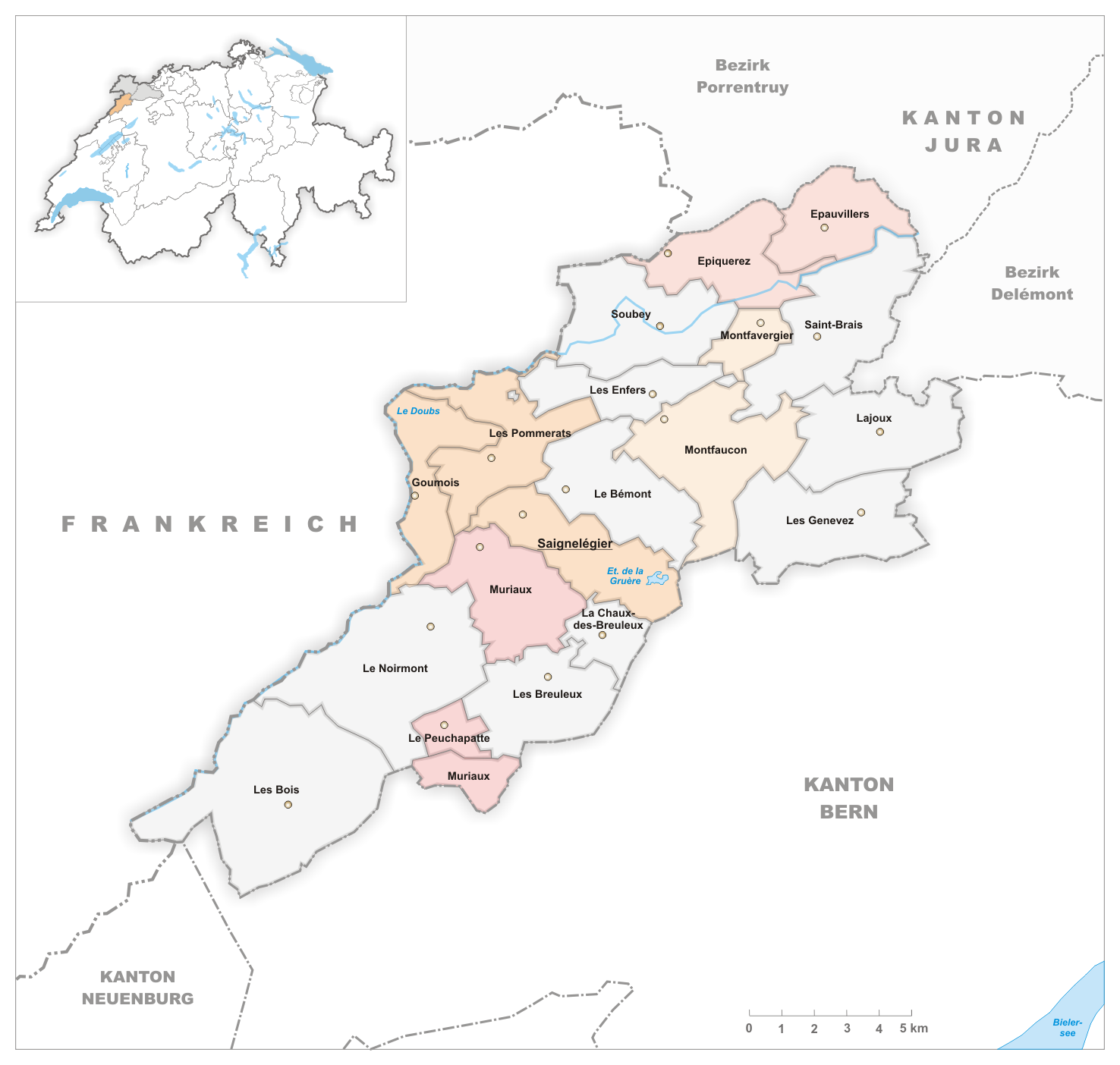
Gemeinden bis 2008
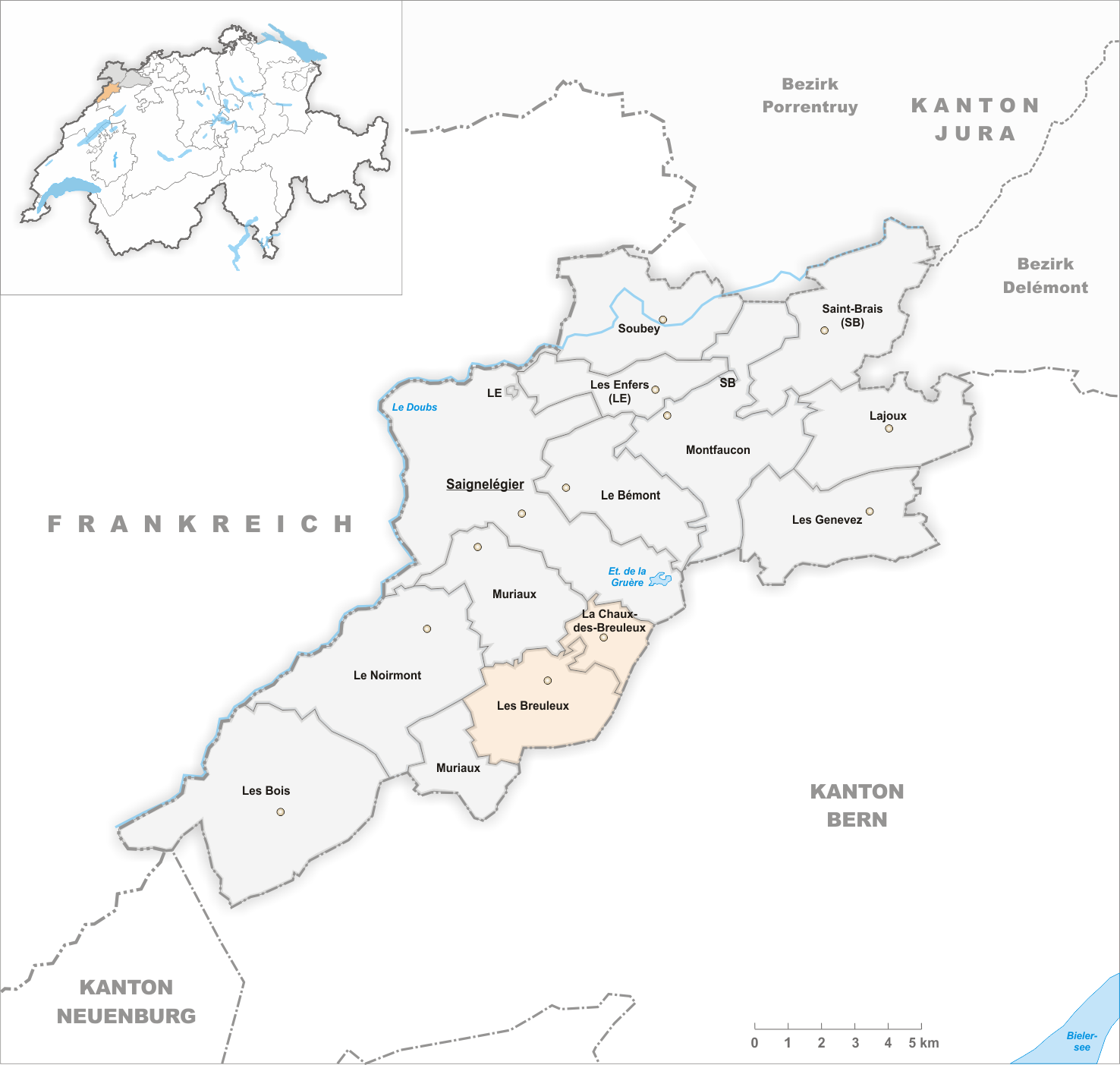
Gemeinden bis 2022

- 1976: Bezirkswechsel von Lajoux und Les Genevez vom Amtsbezirk Moutier → Bezirk Franches-Montagnes

- 1979: Kantonswechsel vom Kanton Bern → Kanton Jura

- 2009:
  - Fusion Montfavergier und Montfaucon → Montfaucon

- - Fusion Goumois, Les Pommerats und Saignelégier → Saignelégier

- - Fusion Le Peuchapatte und Muriaux → Muriaux
  - Fusion Epauvillers, Epiquerez, Montenol, Montmelon, Ocourt, Saint-Ursanne und Seleute → Clos du Doubs

- 2023: Fusion Les Breuleux und La Chaux-des-Breuleux → Les Breuleux